# Rémi Ochlik
Rémi Ochlik  est un photographe de guerre français né le 16 octobre 1983 à Thionville et mort le 22 février 2012 à Homs en Syrie.
Il meurt à la suite d’un bombardement du régime syrien sur le centre de presse où il se trouvait, qui a également tué la journaliste Marie Colvin.

## Biographie

### Jeunesse et formation
Rémi Ochlik passe sa jeunesse à Florange en Moselle. Enfant il veut devenir archéologue. Il se passionne très tôt pour la photo avec son père et à seize ans, il fait ses premières photographies à l’aide d’un appareil confié par son grand-père. Il effectue sa scolarité à l’école Marcel-Pagnol de Serémange-Erzange, puis au lycée privé Saint Pierre Chanel de Thionville de 1996 à 2001. 

« Comme tout le monde, j’ai commencé par photographier mes copains, mes copines. Je faisais mon labo, développements et tirages… C’était encore l’époque de l’argentique. Mes parents voulaient absolument que je fasse une école. Je suis donc parti à Paris. »

Diplômé de l’école parisienne Icart-Photo, Rémi Ochlik est engagé par Slavie Jovicevic, directrice de l’agence Wostok Press en 2003. Il couvre à Haïti en 2004, le coup d’État qui contraint le président Jean-Bertrand Aristide à quitter le pays. Ce premier reportage lui vaut le Prix jeune reporter décerné par l’association François Chalais et que son travail soit projeté en septembre 2004 au festival Visa pour l'image de Perpignan.

### Premiers reportages de guerre
Cofondateur de l’agence IP3 Press avec Christophe Bertolin et Grégory Boissy, il couvre alors la guerre en République démocratique du Congo en 2008, l’épidémie de choléra à Haïti en 2010 ou encore l’élection présidentielle de 2011 dans ce même pays.
Ses photos ont été publiées par Le Monde Magazine, VSD, Paris Match, Time Magazine et The Wall Street Journal.
Rémi Ochlik se trouvait aux côtés du photographe Lucas Dolega lorsque ce dernier a été tué par la police en janvier 2011 à Tunis.
Le 12 février 2012, sa série de douze images intitulée « Bataille pour la Libye », est récompensée par le premier prix du World Press Photo dans la catégorie « Informations générales ». Il devait recevoir son prix à Amsterdam le 20 avril 2012.

### Le printemps syrien: ultime reportage
Après avoir couvert la révolte tunisienne, égyptienne et libyenne de 2011, Rémi Ochlik entre clandestinement en Syrie et est tué le 22 février 2012, à l’âge de 28 ans, dans le bombardement par les forces armées syriennes d’une maison transformée en centre de presse dans le quartier rebelle de Baba Amr où Ochlik se trouvait avec la journaliste américaine Marie Colvin, 56 ans, du Sunday Times, morte avec lui.
Deux autres journalistes, Édith Bouvier du Figaro et Radio France internationale  et Paul Conroy, photojournaliste indépendant, ont été blessés au cours de la même attaque ainsi que Wael al-Omar, le traducteur de Marie Colvin. William Daniels, photographe pour le Figaro Magazine et Time Magazine, n’a pas été blessé, mais a tenu à rester avec Édith Bouvier jusqu’à son évacuation.

#### Circonstances du décès
Selon l’ONG Reporters sans frontières, « le bâtiment aurait été visé de manière intentionnelle, étant de notoriété publique qu'il accueillait régulièrement des journalistes ».
Devant l’impossibilité d’acheminer en Europe les dépouilles en cours de décomposition des deux journalistes en raison des combats qui se poursuivent à Baba Amr, Rémi Ochlik et Marie Colvin sont enterrés provisoirement dans un cimetière de la ville le 27 février 2012 par la résistance syrienne,. Les autorités syriennes annoncent avoir retrouvé leurs corps à Baba Amr, le quartier où ils ont été tués et qui a été repris par l’armée arabe syrienne.
Le parquet de Paris ouvere une enquête préliminaire pour « meurtre » afin de recueillir des données permettant d’identifier formellement le corps de Rémi Ochlik et de rapatrier sa dépouille en France.
Dans un communiqué du ministère syrien des Affaires Étrangères, « la Syrie présente ses condoléances aux familles des victimes et espère que les citoyens étrangers s’abstiendront d’entrer illégalement sur le territoire syrien et d’aller dans les régions où se trouvent des terroristes armés. »

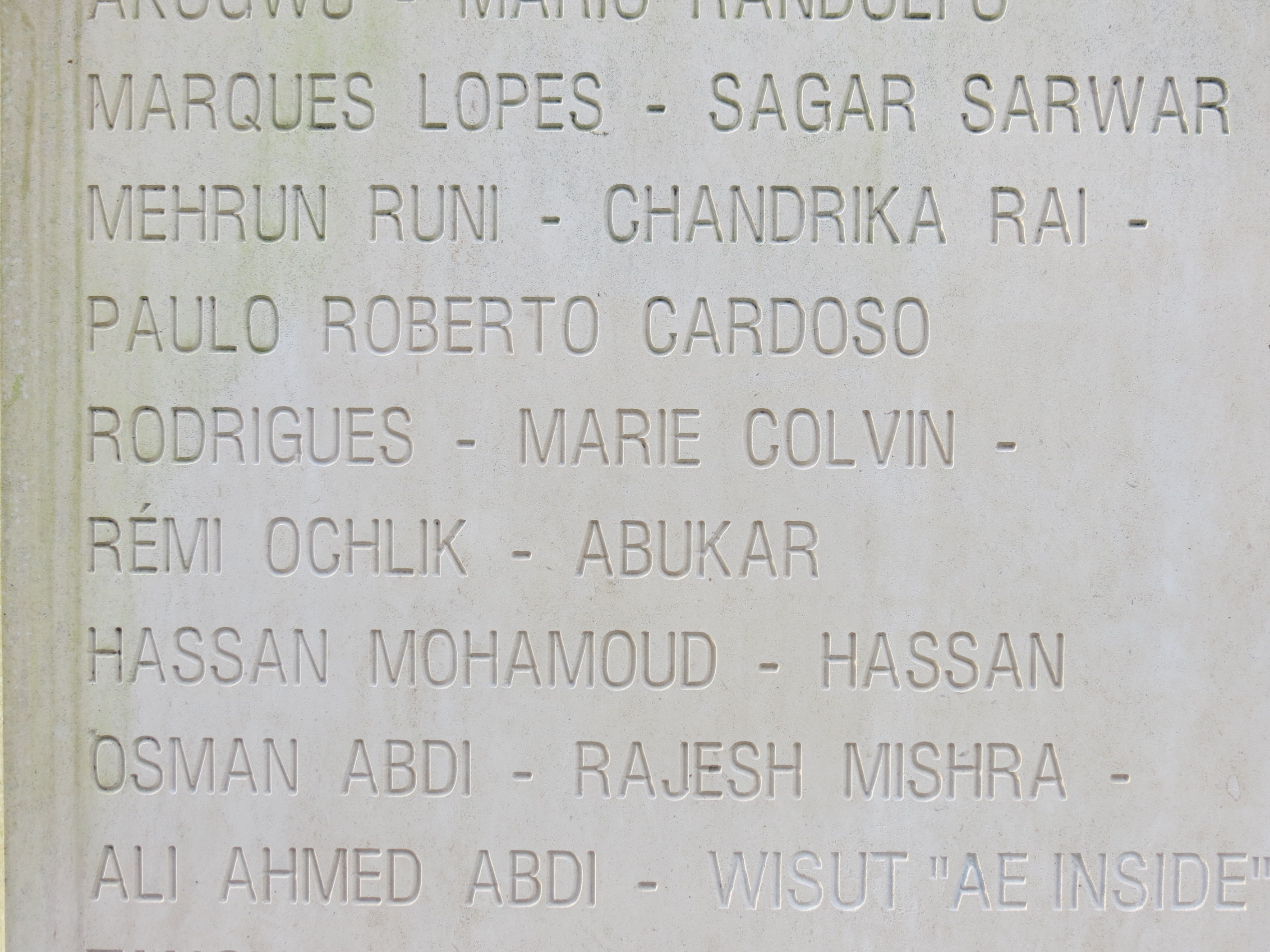
Nom de Rémi Ochlik sur le Mémorial des Reporters de Bayeux.

Le corps de Rémi Ochlik est rapatrié en France le 4 mars 2012. Ses obsèques sont célébrées le 7 mars en région parisienne, suivies d’une cérémonie d’hommage organisée au musée du quai Branly avec notamment la présence du ministre de la Culture Frédéric Mitterrand.
Émilie Blachère, journaliste et compagne de Rémi Ochlik a enquêté et recueilli des témoignages et preuves qui lui permettent d'affirmer que le régime syrien a ordonné cette frappe et récompensé les responsables. 
La famille de Marie Colvin, tuée dans la même attaque, partage ces conclusions, et porte plainte en 2016 devant le tribunal de Washington à l'encontre du régime syrien, et nomme entre autres Issam Zahreddine comme l'un des responsables du bombardement ,. En 2019, la justice américaine lui donne raison et condamne le régime syrien pour son assassinat.  
Selon la Ligue des droits de l'Homme, « les éléments à disposition de la justice française ne laissent plus de doute sur le caractère prémédité et ciblé de l'attaque, ni sur l'identité de plusieurs de ses auteurs présumés, membres de la haute hiérarchie militaire et sécuritaire syrienne »,,.

#### Suites judiciaires
Au mois de septembre 2012, une information judiciaire contre X est ouverte par le parquet de Paris pour homicide involontaire sur Rémi Ochlik et tentative d’homicide sur la personne d’Édith Bouvier, la journaliste rescapée du centre de presse de Homs, visée par des tirs de roquettes. Les familles et journalistes rescapés demandent à la justice française d'engager des poursuites contre les commanditaires de cette « attaque ciblée » et « préméditée » par des « dignitaires syriens »,.  L'information judiciaire avait été ouverte pour « assassinats », mais en 2014, les faits sont requalifiés en « crimes de guerre » et le dossier est alors confié au parquet antiterroriste, Pôle Crimes contre l’humanité,.
Selon Clémence Bectarte, avocate de la mère de Rémi Ochlik, « l’attaque était ciblée et préméditée, plusieurs témoignages l’attestent et cela vient même d’être corroboré par un témoin direct des préparatifs. On connaît les commanditaires du bombardement. ». En plus des témoignages, au dossier d'accusation, s'ajoutent des preuves matérielles impliquant la responsabilité de plusieurs dignitaires du régime syrien.

## Récompenses
- Prix Jeune reporter François Chalais 2004 pour son reportage sur le coup d’État en Haïti.
- Grand prix Jean-Louis Calderon 2011 au festival européen de journalisme Scoop Grand Lille pour ses trois reportages en compétition : « La chute de Tripoli », « Égypte Tahir Square » et « La révolution du Jasmin »[25]
- World Press Photo 2012 dans la catégorie General News pour son reportage « Bataille pour la Libye »[26]
- Lauréat de la catégorie Reportage et Photographe de l’Année 2012 de l’Agence pour la Promotion de la Photographie Professionnelle en France[27].

## Expositions
- Projection au festival Visa pour l'image de Perpignan le 4 septembre 2004[28]

### Hommages posthumes
- Exposition « Hommage à Rémi Ochlick » au festival Visa pour l’Image de Perpignan au couvent des Minimes. Du 1er au 16 septembre 2012[29].
- Exposition-Hommage à la médiathèque de Florange du 14 septembre au 16 octobre 2012[30]

## Lauréats du «Prix de la Ville de Perpignan Rémi Ochlik»
Le Prix de la Ville de Perpignan Rémi Ochlik qui est remis depuis 2012 a été créé à l’occasion du festival Visa pour l'image.
- 2012 : Sebastián Liste, de Getty Images, photographe espagnol de 27 ans qui a grandi en Uruguay, pour son travail Urban Quilombo, sur les habitants d’une ancienne chocolaterie investie, huit années durant, par une communauté de laissés pour compte à Salvador de Bahia au Brésil[31].
- 2013 : Sara Naomi Lewkowicz, photographe new-yorkaise, pour son reportage Shane et Maggie : portrait d’une violence domestique[32].
- 2014 : Maxim Dondyuk, photographe ukrainien, pour un reportage réalisé au cours des événements de la place Maïdan à Kiev[33].
- 2015 : Édouard Elias, photographe français, pour son travail sur la Légion étrangère en République centrafricaine[34].
- 2016 : Niels Ackermann, pour son travail sur la jeunesse de Slavutych proche de Tchernobyl.
- 2017 : Rafael Yaghobzadeh, photographe français, pour son travail Ukraine : D’une guerre à l’autre sur le conflit de l’Ukraine de l’est[35].
- 2018 : Luis Tato
- 2019 : Adriana Loureiro Fernandez
- 2020 : Anthony Wallace, chef photographe du bureau de l’AFP à Hong Kong, pour son reportage « Points de vue opposés », sur les manifestations dans la ville[36].
- 2021 : Fatima Shbair de Getty Images pour son reportage « Une vie assiégée » dans les territoires palestiniens occupés[37]
- 2022 : Lucas Barioulet, pour sa couverture de la guerre en Ukraine pour Le Monde[38].